# Wipptal
Wipptal (italià Alta Valle Isarco, ladí Auta Val dl Isarch) és un districte de Tirol del Sud, format per sis municipis de la vall del riu Eisack, i fou creada el 1980 a partir del d'Eisacktal. És el més petit dels districtes sudtirolesos i pren el nom de la vall homònima (Vall de Wipptal), a la qual pertany culturalment. La capital i centre més important és Sterzing.

## Municipis
1. Brenner - Brennero
2. Freienfeld - Campo di Trens
3. Franzensfeste - Fortezza
4. Ratschings - Racines
5. Pfitsch - Val di Vizze
6. Sterzing - Vipiteno